# Paula Gaitán
Paula Gaitán (Paris, 18 de novembro 1954) é uma artista plástica, fotógrafa, poeta e cineasta franco-colombiana.
Graduada em Artes Visuais e Filosofia pela Universidade de Los Andes (Bogotá), mudou-se para o Brasil em 1977. No ano seguinte trabalhou com Glauber Rocha, assinando a direção de arte do filme A Idade da Terra. Ensinou Cinema Experimental na Escola de Artes Visuais do Parque Lage. Dirigiu documentários e videoarte. Como artista plástica, expôs no MALBA, em Buenos Aires.
É viúva de Glauber Rocha e mãe da cantora e cineasta Ava Rocha e do também cineasta Eryk Rocha.
Seu filme Exilados do Vulcão, baseado no romance Sobre a Neblina, de Christiane Tassis, recebeu o Candango de melhor filme no Festival de Brasília de 2013.

## Filmografia

### Longas
- 1989 - Uaka (Sky)
- 2007 - Diário de Sintra
- 2010 - Vida
- 2010 - Agreste
- 2013 - Exilados do Vulcão
- 2014 - Noite
- 2016 - Sutis Interferências
- 2020 - É Rocha e Rio, Negro Léo
- 2020 - Luz nos Trópicos